# Brigitte Seebacher

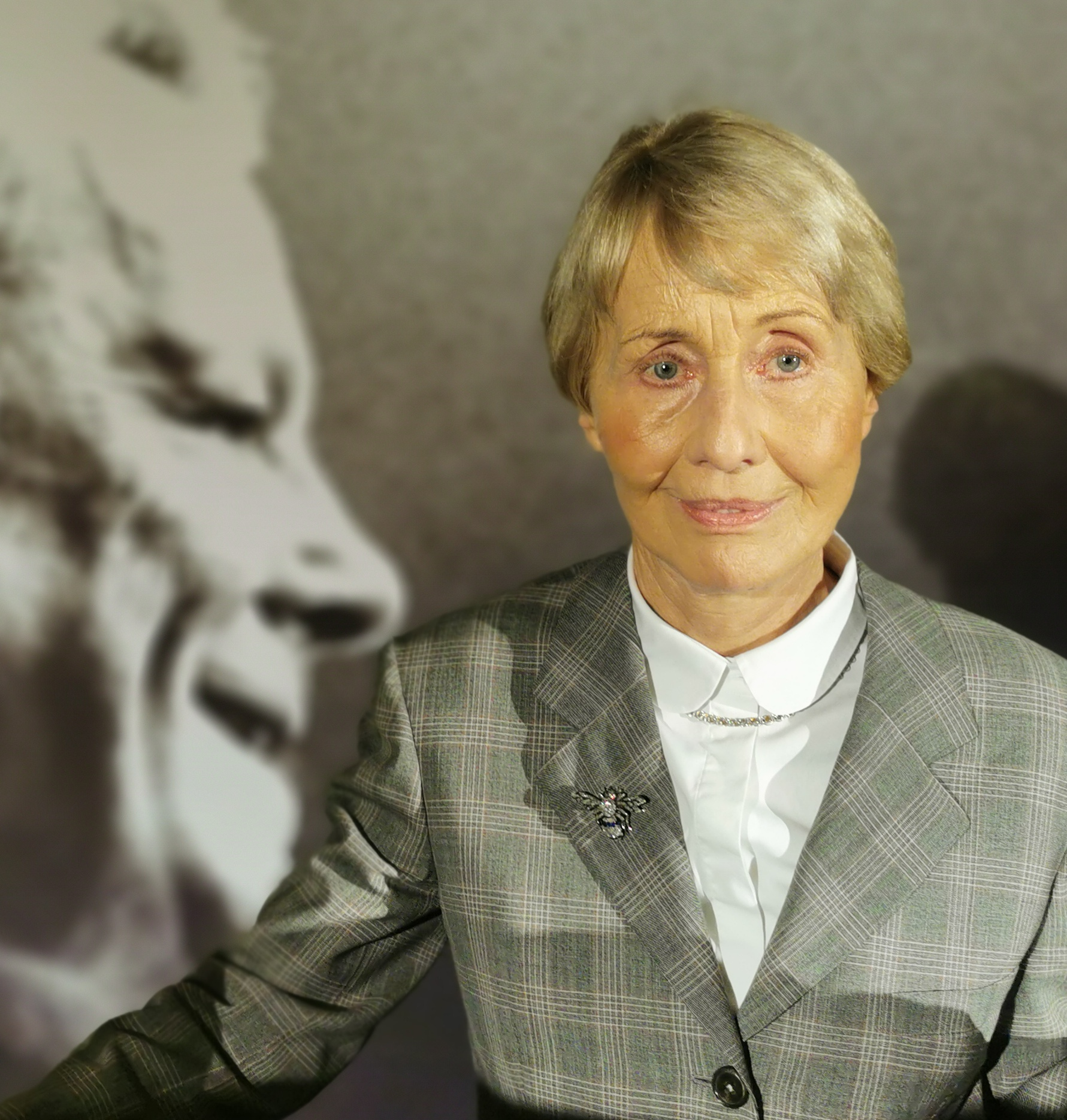
Brigitte Seebacher (2022)

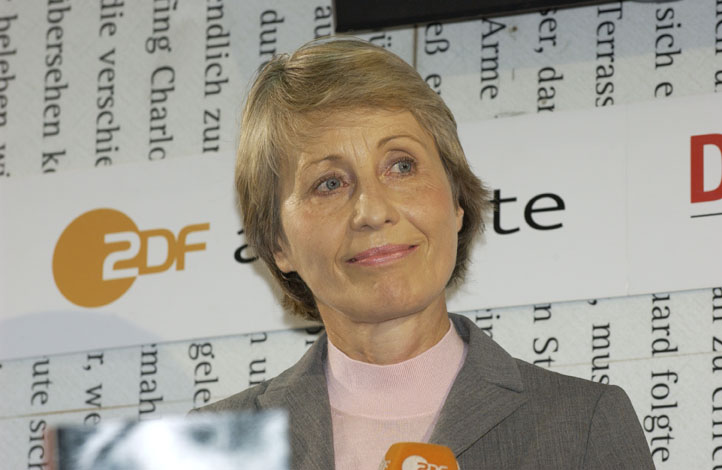
Brigitte Seebacher auf der Frankfurter Buchmesse bei der Vorstellung ihrer Brandt-Biographie (2004)

Brigitte Seebacher, von 1983 bis 2003 Seebacher-Brandt, (* 23. September 1946 in Twistringen) ist eine deutsche Historikerin, Journalistin und Publizistin.

## Leben und Wirken
Laut Eigenangaben war Seebachers „Vater als Katholik eher Anhänger der Christ-Union“ und ihre Mutter, Sozialdemokratin, stammt aus einem „edlen bildungsbürgerlich-sozialdemokratischen Elternhaus“.
Nach dem Abitur 1966 in Bremen studierte sie Geschichte und Germanistik in Bonn, Köln und an der Freien Universität Berlin, wo sie 1972 ihr Magisterexamen ablegte. Seebacher arbeitete nach ihrer Tätigkeit als Journalistin bei der Berliner Stimme, einer sozialdemokratischen Zeitung, ab 1977 in der Pressestelle des Vorstands der SPD, der sie von 1965 bis 1995 als Mitglied angehörte. 1984 wurde sie in Berlin promoviert; in ihrer von Ernst Nolte betreuten Dissertation beschäftigte sie sich mit Erich Ollenhauer.
Von 1979 an lebte Seebacher mit Willy Brandt, den sie 1983 heiratete, bis zu seinem Tod 1992 zusammen in Unkel, nunmehr unter dem Namen Seebacher-Brandt. 2003 heiratete sie in zweiter Ehe den Bankmanager Hilmar Kopper. Anlässlich dieser Heirat änderte sie ihren Nachnamen in Seebacher.
Mit ihrem 1991 erschienenen Buch Die Linke und die Einheit und ihrer späteren Biografie Willy Brandts entfernte sie sich zunehmend von der SPD und trat 1995 aus der Partei aus. Brandt äußerte zum Ende seines Lebens den Wunsch, dass seine Frau ein Buch über ihn schreiben solle. Diesem Wunsch kam sie nach. So erschien das Porträt Willy Brandt, das sie selbst wegen der fehlenden Distanz nicht als Biografie verstand. Darin beschrieb sie ihn als leidenschaftlichen Deutschen und Meister des Rückzugs. Sie äußerte sich im Buch auch über SPD-Politiker, insbesondere aber über Herbert Wehner, dessen Kontakte zur DDR-Führung sie in das Zwielicht landesverräterischer Absichten rückte. Das Buch rief unter Historikern und auch unter Weggefährten erheblichen Unmut hervor. Seebacher-Brandt wurde vorgeworfen, ihren Mann zum Teil unrichtig interpretiert zu haben bzw. ihrem Mann ihre eigene Interpretation der Geschichte in den Mund gelegt zu haben. Dieser Umstand wurde auch in der Öffentlichkeit diskutiert. Der Stern widmete ihr gar eine Titelgeschichte mit der Überschrift Die unheimliche Witwe.
Nach Willy Brandts Tod im Oktober 1992 nahm seine zweite Ehefrau und Mutter seiner drei Söhne, Rut Brandt, nicht am Staatsakt und der Beisetzung teil. Sie war nicht eingeladen worden und nach Aussagen ihres Sohnes Peter (aus Anlass des 100. Geburtstages von Willy Brandt) habe dies zum einen den Wünschen seines Vaters entsprochen und zum anderen habe seine Mutter ihm gegenüber geäußert, dass sie auch bei einer Einladung nicht teilgenommen hätte: „Sie war ja nicht blöd. Das wäre ja das gefundene Fressen gewesen für die Medien. [...] die beiden Witwen.“ Trotzdem hätte sie gerne eine Einladung erhalten, aber wäre dann am nächsten Tag zum Grab gegangen, um sich auf ihre Weise zu verabschieden. Vielfach wurde in den Jahren nach Brandts Tod in der Öffentlichkeit kolportiert, dass Seebacher-Brandt eine explizite Ausladung von Rut Brandt betrieben hätte, wofür es aber keine Belege gibt. Egon Bahr berichtete viele Jahre später, Rut Brandt habe von sich aus auf die Teilnahme an der Beerdigung verzichtet.
Von 1995 bis 2000 leitete Seebacher die Abteilung Kultur und Gesellschaft der Deutschen Bank. Sie tritt auch als Referentin beim Veldensteiner Kreis auf, einer Diskussionsrunde von Zeithistorikern und Politik- und Sozialwissenschaftlern. Sie ist auf Lebenszeit Mitglied des Kuratoriums der Bundeskanzler-Willy-Brandt-Stiftung, die 1994 per Gesetz vom Deutschen Bundestag errichtet wurde und eine der sieben Politikergedenkstiftungen des Bundes ist.
Sie leitet ebenfalls Seminare am Institut für Politische Wissenschaft und Soziologie der Universität Bonn. Im Sommer 2008 wurde sie zur Honorarprofessorin ernannt.

## Schriften
- Ollenhauer. Biedermann und Patriot. Siedler, Berlin 1984, ISBN 3-88680-144-6 (Vorwort von Ernst Nolte).
- Bebel. Künder und Kärrner im Kaiserreich. Dietz, Berlin 1988, ISBN 3-8012-0137-6.
- Die Linke und die Einheit. Siedler, Berlin 1991, ISBN 3-88680-375-9.
- Politik im Rücken. Zeitgeist im Sinn. Ullstein, Berlin 1995, ISBN 3-550-07076-4.
- Willy Brandt. Piper, München 2004, ISBN 3-492-04383-6.
- Hundert Jahre Hoffnung und ein langer Abschied. Zur Geschichte der Sozialdemokratie. Dietz, Bonn 2023, ISBN 978-3-8012-0647-5.